# Міжнародна конвенція про припинення та покарання злочинів апартеїду
Міжнаро́дна конве́нція про припи́нення та покара́ння зло́чинів апартеї́ду — міжнародно-правовий документ конвенційного характеру прийнятий Генеральною Асамблеєю 30 листопада 1973 року і набув чинності 18 липня 1976 року. Конвенція була прийнята за ініціативою СРСР і була спрямована проти апартеїду в Південній Африці, але має більш загальний характер.
У статті 1 Конвенції визначено, що апартеїд є злочином проти людства і що нелюдські акти, які є наслідком політики й практики апартеїду та схожої з ним політики й практики расової сегрегації і дискримінації, є злочинами, що порушують принципи міжнародного права, зокрема цілі та принципи Статуту Організації Об'єднаних Націй, і створюють серйозну загрозу міжнародному миру й безпеці.
Стаття 2 визначає, що термін «апартеїд» включає в себе є політику та практику расової сегрегації й дискримінації у тому вигляді, в якому вони практикувалися у південній частині Африки. Серед проявів апартеїду є:
- позбавлення члена або членів расової групи чи груп права на життя і свободу особистості;
- навмисне створення для расової групи чи груп таких життєвих умов, які розраховані на її чи їх повне або часткове фізичне знищення;
- будь-які заходи законодавчого характеру та інші заходи, розраховані на те, щоб перешкодити участі расової групи чи груп у політичному, соціальному, економічному й культурному житті країни,
- будь-які заходи, у тому числі законодавчого характеру, спрямовані на поділ населення за расовою ознакою;
- експлуатація праці членів расової групи чи груп;
- переслідування організацій та осіб шляхом позбавлення їх основних прав і свобод за те, що вони виступають проти апартеїду.

З цієї статті випливає, що злочини апартеїду можуть бути вчинені лише із залученням всього державного механізму.
Згідно зі ст. 3 міжнародній кримінальній відповідальності, незалежно від мотиву, підлягають особи, члени організацій і установ та представники держави.